# Dusona mediator
Dusona mediator là một loài tò vò trong họ Ichneumonidae.